# Gunnlod
Gunnlod (de Gunnlöð, "Gunnr" = batalha, "Löd" = convite) segundo a mitologia nórdica, era uma gigante, filha de Suttung. É a provável mãe de Bragi, embora existam versões de que seja Freya ou Frigg.  Era a guardiã da montanha Hnitbjörg e do Óðrerir, onde se guardava o hidromel da poesia.
Em Hnitbjörg, ela promete a Odin (Bolverk) três goles de hidromel, se ele dormir com ela. Odin engana-a com a ajuda do irmão de Suttung, Baugi, e rouba o Óðrerir. Depois das noites com Odin, Gunnlod fica grávida, provavelmente de Bragi, o deus da poesia.